# معلمة سيئة
معلم سيئ سيئة أو التدريس السيئ هو كوميديا أميركية من إخراج جيك كادسون وبطولة كاميرون دياز وجاستن تيمبرليك وكاثرين نيوتن. صدر الفيلم في المملكة المتحدة يوم 17 يونيو ثم في الولايات المتحدة وكندا في 24 حزيران، 2011

## بوكس أوفيس
الفيلم أثبت نجاحه إذ أنه حصل على إيرادات ضخمة مقارنتا بتكلفته، إذ أن تكلفته 20 مليون دولار فقط وحصل على إيرادات 216 مليون دولار تقريبا حول العالم

## الجوائز
| جائزة                                  | فئة                           | مستلم(ه)      | نتيجة |
| -------------------------------------- | ----------------------------- | ------------- | ----- |
| حفل توزيع جوائز اختيار المراهقين 2011 ‏ | Choice Movie – Comedy         |               | فوز   |
| حفل توزيع جوائز اختيار المراهقين 2011 ‏ | Choice Movie Actor – Comedy   | جستين تيمبرلك | فوز   |
| حفل توزيع جوائز اختيار المراهقين 2011 ‏ | Choice Movie Actress – Comedy | كاميرون دياز  | فوز   |

## روابط خارجية
- معلمة سيئة على موقع IMDb (الإنجليزية)
- معلمة سيئة على موقع ميتاكريتيك (الإنجليزية)
- معلمة سيئة على موقع الموسوعة البريطانية (الإنجليزية)
- معلمة سيئة على موقع روتن توميتوز (الإنجليزية)
- معلمة سيئة على موقع نتفليكس (الإنجليزية)
- معلمة سيئة على موقع قاعدة بيانات الأفلام العربية
- معلمة سيئة على موقع ألو سيني (الفرنسية)
- معلمة سيئة على موقع Turner Classic Movies (الإنجليزية)
- معلمة سيئة على موقع أول موفي (الإنجليزية)
- معلمة سيئة على موقع بوكس أوفيس موجو (الإنجليزية)